# Hippopus hippopus
Hippopus hippopus is een tweekleppigensoort uit de familie Cardiidae. De wetenschappelijke naam werd gepubliceerd in 1758 door Carl Linnaeus in de tiende editie van Systema naturae.
De schelp is dik en zwaar, middelgroot tot groot (gemiddeld 20 cm lang, maximaal 40 cm). De buitenkant van de schelp is witachtig met rode vlekken gerangschikt in onregelmatige concentrische banden; de binnenkant is porseleinwit. Deze tweekleppige leeft in ondiep zeewater, tot 6 m diepte, op zandbodems van koraalriffen in de tropische wateren van de oostelijke Indische Oceaan en de westelijke Stille Oceaan, van de Andamanen tot oostelijk Melanesië en van het zuiden van Japan tot de noordzijde van Australië.

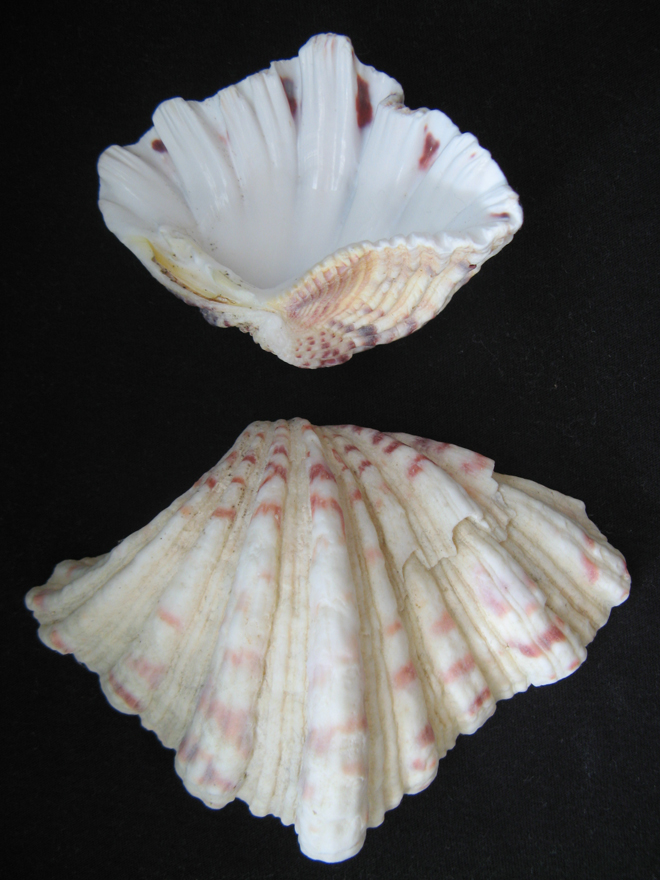
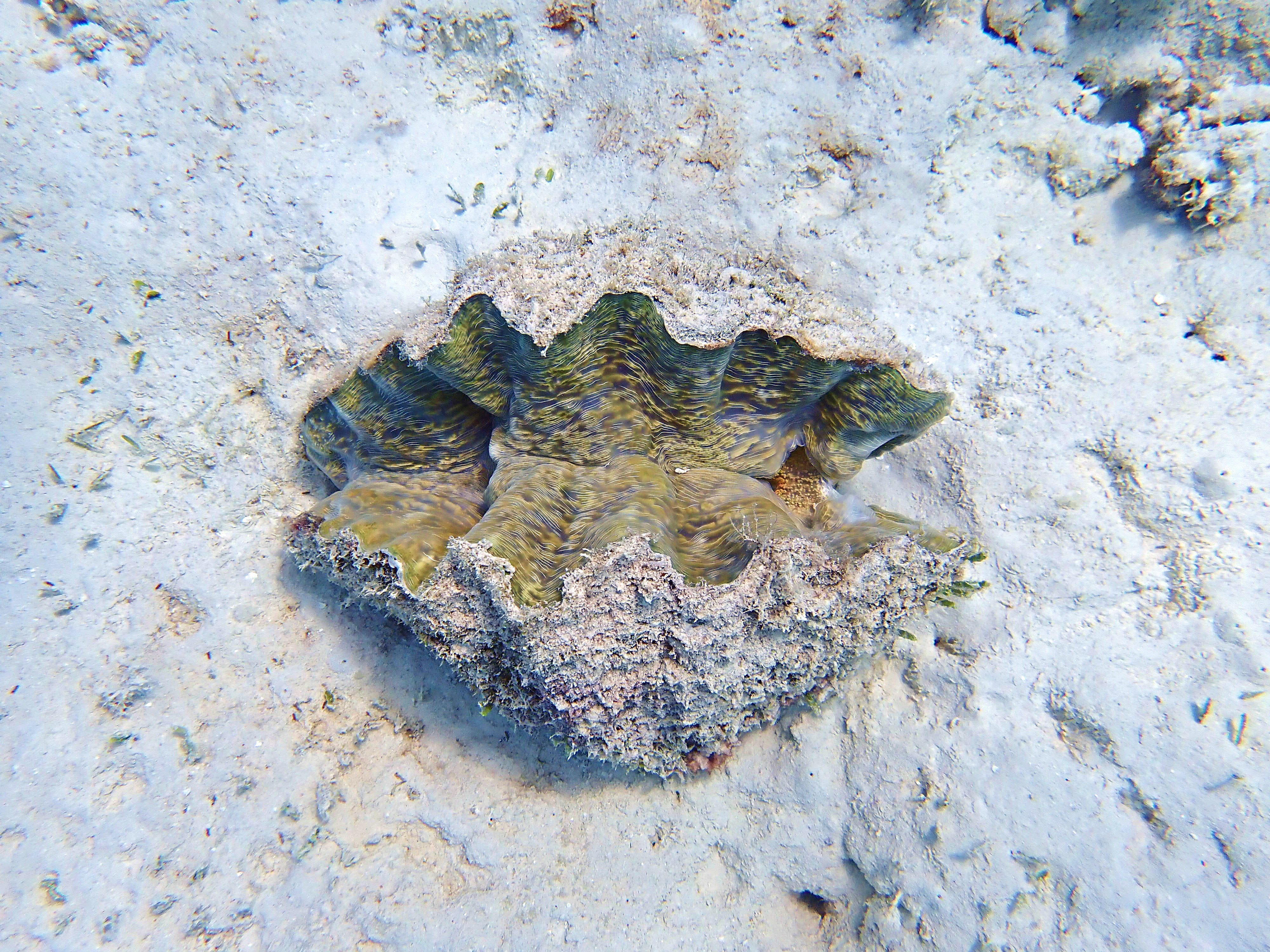